# Ancistrus dolichopterus
Az Ancistrus dolichopterus a sugarasúszójú halak (Actinopterygii) osztályának harcsaalakúak (Siluriformes) rendjébe, ezen belül a tepsifejűharcsa-félék (Loricariidae) családjába tartozó faj.

## Előfordulása
Az Ancistrus dolichopterus Dél-Amerikában fordul elő. A brazíliai Amazonas-medence felső és középső szakaszain, valamint a Rio Negro, az alsó Trombetas, Tefé, Madeira és Tapajós folyókban is megtalálható.

## Megjelenése
Ez az algaevő harcsafaj legfeljebb 11,8 centiméter hosszú. A sötét testén számos világos petty látható. Fején sok tapogatónyúlvány ül.

## Életmódja
A trópusi édesvizeket kedveli, ahol a folyómeder fenekén él. A 23-27 Celsius-fokos vízhőmérsékletet és a 6-8 pH értékű vizet részesíti előnyben. Algákkal és vízinövényekkel táplálkozik.

## Felhasználása
Az Ancistrus dolichopterusnak nincsen ipari mértékű halászata, azonban az akváriumok részére be-begyűjtenek belőle. A fogságban jól szaporodik. Az akvárium legalább 80 centiméteres kell, hogy legyen. Fogságban növényekkel és gyökerekkel lehet táplálni.

## Képek

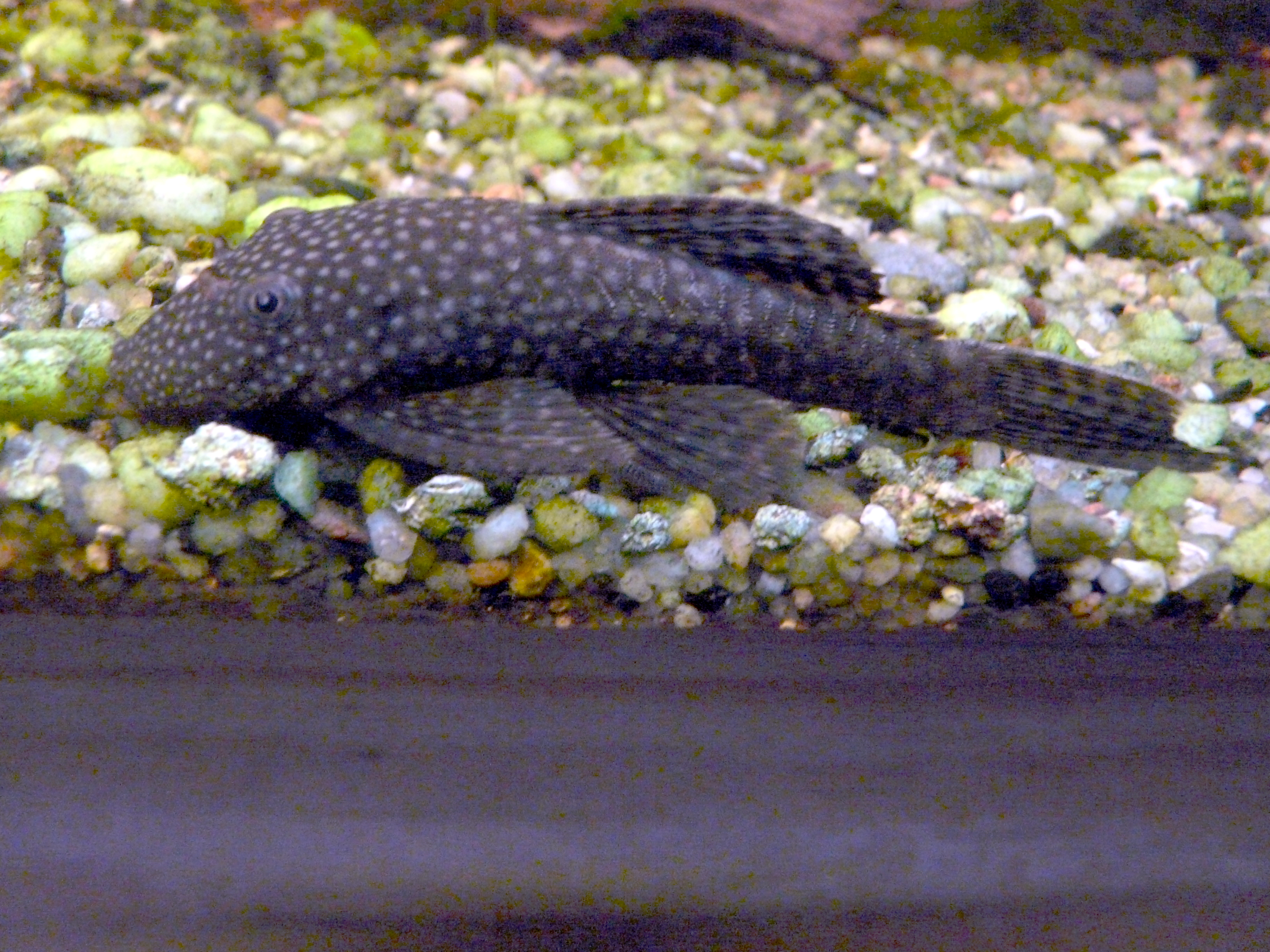
Akváriumi
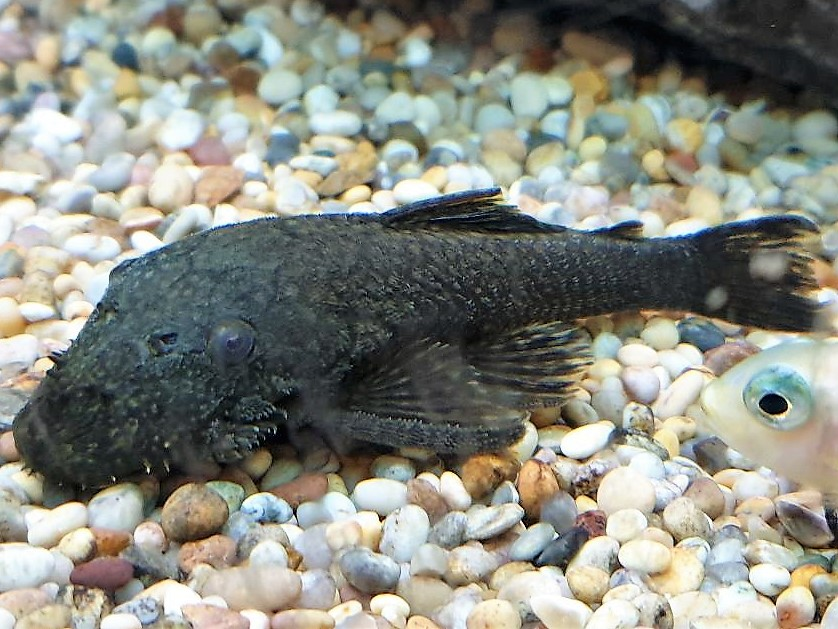
példányok
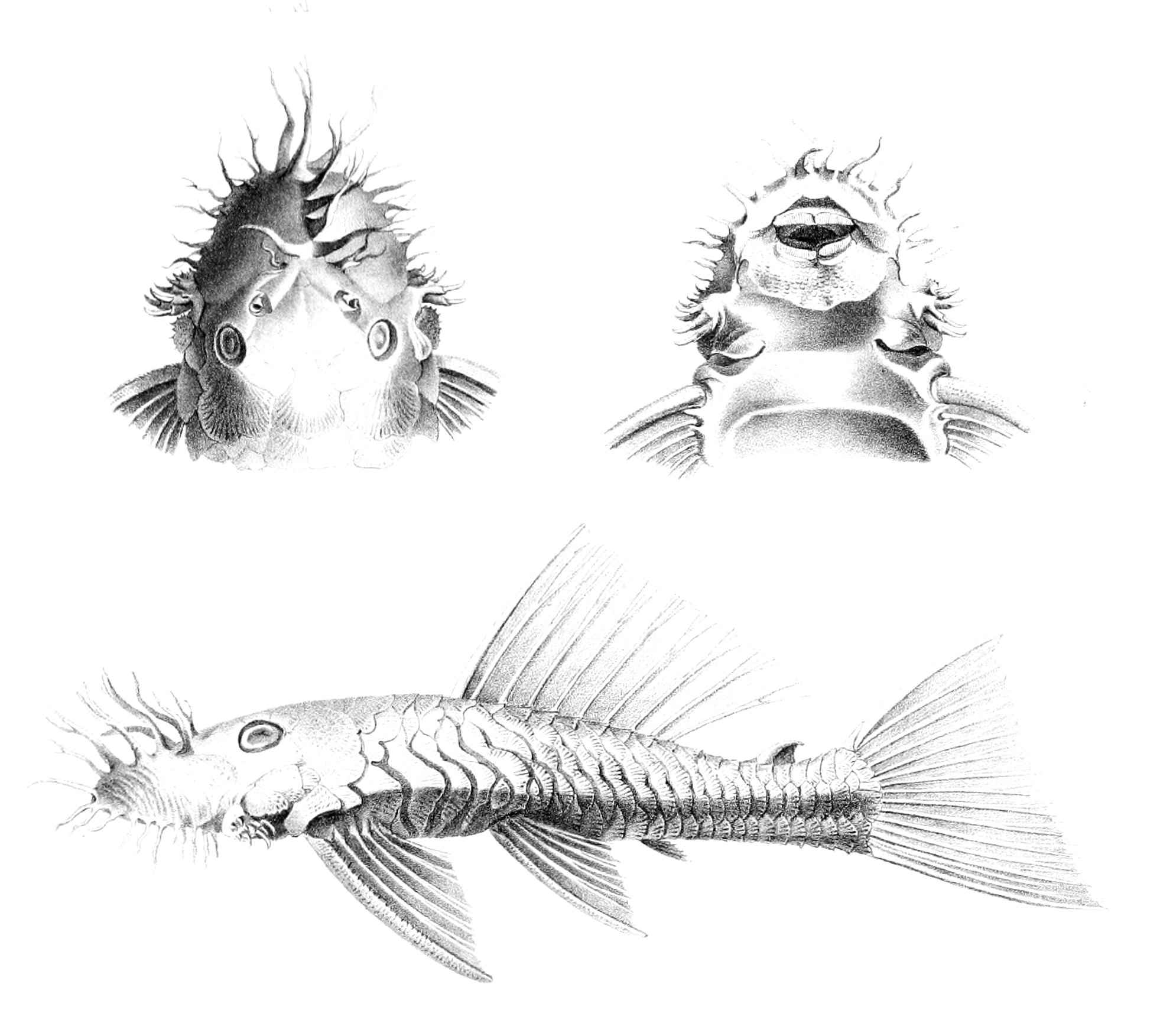
Régi rajz a halról és annak fejéről